# DIN 단자

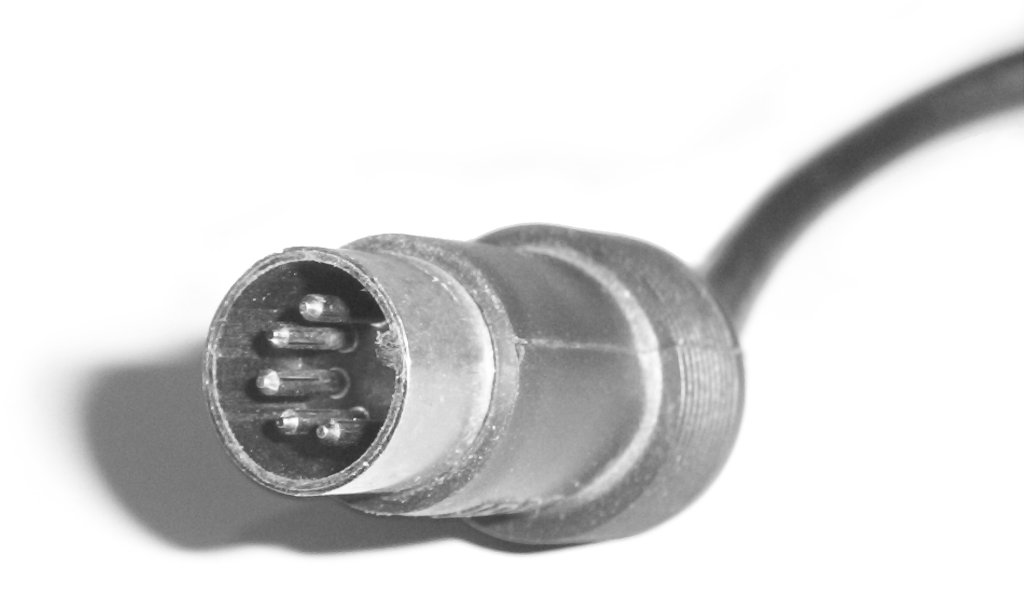
오리지널 IBM PC 자판의 5핀 180도 DIN 단자 (수).

DIN 단자는 독일의 국가 표준 단체 독일 공업 규격 위원회(DIN)가 표준화한 전기적 단자이다. 각기 다른 수많은 단자들을 위한 DIN 표준들이 있으므로 "DIN 단자" 그 자체만 기술하면 정확하지 않다. 일부 DIN 단자 표준들은 다음을 포함한다:
- DIN 41524: 소리 신호에 주로 쓰이는 원형 단자
- DIN 41612: 뒷면이나 메인보드의 플러그인 카드 연결에 쓰이는 직사각형 단자
- DIN 41652: 컴퓨터 데이터 및 비디오를 위한 D-sub 단자

## 응용

### 아날로그 오디오
| 응용          | 응용       | 단자   | 핀 기능     | 핀 기능     | 핀 기능     | 핀 기능     | 핀 기능     |
| 응용          | 응용       | 단자   | 1           | 4           | 2           | 5           | 3           |
| ------------- | ---------- | ------ | ----------- | ----------- | ----------- | ----------- | ----------- |
| 증폭기        | 모노폰     | 5/180° | 오디오 출력 | 오디오 출력 | 스크린/리턴 | 오디오 입력 | 오디오 입력 |
| 증폭기        | 스테레오폰 | 5/180° | 좌측 출력   | 우측 출력   | 스크린/리턴 | 우측 입력   | 좌측 입력   |
| 테이프 레코더 | 모노폰     | 5/180° | 오디오 입력 | 오디오 입력 | 스크린/리턴 | 오디오 출력 | 오디오 출력 |
| 테이프 레코더 | 스테레오폰 | 5/180° | 좌측 입력   | 우측 입력   | 스크린/리턴 | 우측 출력   | 좌측 출력   |

## 같이 보기
- PS/2 단자
- XLR 단자

## 참고 문헌
- DIN Connectors
- IEC 60574-3: Audiovisual, video and television equipment and systems — Part 3: Specification for connectors for the interconnection of equipment in audiovisual systems.